# Даркуш
Даркуш (араб.  دركوش‎) — небольшой город на северо-западе Сирии, расположенный на территории мухафазы Идлиб. Входит в состав района Джиср-эш-Шугур. Является административным центром одноимённой нахии.

## История
В эпоху римского правления в Сирии город был центром строительства речных судов. Существовал мост через Оронт, руины которого сохранились до нашего времени. После 322 года население города было христианизировано.

В эпоху крестовых походов Даркуш входил в состав Антиохийского княжества. В 1188 году город был захвачен войсками Саладина. На непродолжительный период между 1260 и 1267 годами город вновь был занят крестоносцами под предводительством князя Антиохии Боэмунда VI. В 1267 году Даркуш был завоёван султаном Египта Бейбарсом.

13 августа 1822 года город сильно пострадал во время мощного землетрясением, в результате которого в Даркуше и окрестностях погибло около 20 000 человек.

## Географическое положение
Город находится в западной части мухафазы, на правом берегу реки Эль-Аси, вблизи государственной границы с Турцией, на высоте 97 метров над уровнем моря.

Даркуш расположен на расстоянии приблизительно 20 километра к западу-северо-западу (WNW) от Идлиба, административного центра провинции и на расстоянии 270 километров к северу от Дамаска, столицы страны.

## Население
По данным официальной переписи 2004 года численность населения города составляла 5295 человек (2709 мужчин и 2586 женщин).

## Транспорт
Через восточную часть города проходит автотрасса № 56. Ближайший гражданский аэропорт расположен в турецком городе Антакья.